# Yvonne Hak

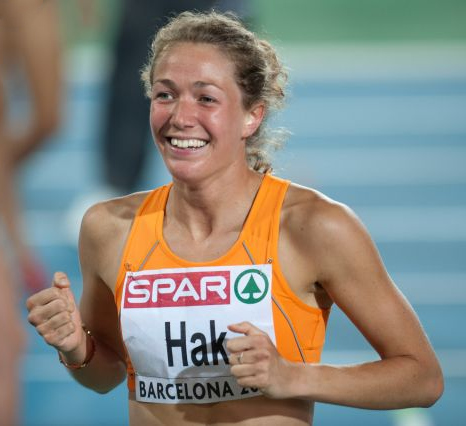
Yvonne Hak nach dem Gewinn der Silbermedaille im 800-Meter-Lauf den Leichtathletik-Europameisterschaften 2010

Yvonne Hak (* 30. Juni 1986 in Alkmaar) ist eine ehemalige niederländische Mittelstreckenläuferin, die sich auf den 800-Meter-Lauf spezialisiert hatte.
Hak wurde neunmal niederländische Meisterin im 800-Meter-Lauf, viermal davon in der Halle, sowie jeweils einmal über 1500 Meter in der Halle und im Crosslauf auf der Kurzstrecke. Ihren ersten nationalen Meistertitel gewann sie 2006 über 800 Meter. 2008 durchbrach sie in Athen mit einer Zeit von 1:59:98 min erstmals die Zwei-Minuten-Marke über die zwei Stadionrunden.
Erste Erfahrungen bei internationalen Meisterschaften sammelte Hak bei den Leichtathletik-Halleneuropameisterschaften 2009 in Turin, wo sie allerdings bereits in der Halbfinalrunde ausschied. 2010 machte sie auf sich aufmerksam, als sie das 800-Meter-Rennen beim Leichtathletik-Meeting Ostrava Golden Spike gewann. Ihren bislang größten internationalen Erfolg feierte sie rund zwei Monate später bei den Europameisterschaften in Barcelona. In persönlicher Bestleistung von 1:58,85 min holte sie überraschend die Silbermedaille hinter der Russin Marija Sawinowa. Nachdem Sawinowa Jahre später nachträglich wegen Dopings disqualifiziert wurde, erhielt Hak den Europameistertitel zugesprochen.
Bei den Weltmeisterschaften 2011 in Daegu schied Hak über 800 Meter bereits im Vorlauf aus. Auch in den folgenden Jahren erreichte sie international keine herausragenden Resultate mehr, war aber noch einige Zeit auf nationaler Ebene erfolgreich.
Yvonne Hak ist 1,77 m groß und hatte ein Wettkampfgewicht von 57 kg. Sie startete für die AV Hera und wurde von Honoré Hoedt und Peter Winkel trainiert. Hak studierte Medizin an der Universität von Amsterdam.

## Bestleistungen
- 800 m: 1:58,85 min, 30. Juli 2010, Barcelona
- 1500 m: 4:16,21 min, 23. Mai 2009, Rabat